# عينون شرقي
عينون شرقي (الاسم العلمي:Globularia orientalis) هو نوع من النباتات يتبع جنس العينون من الفصيلة الحملية.